# Морське сміття

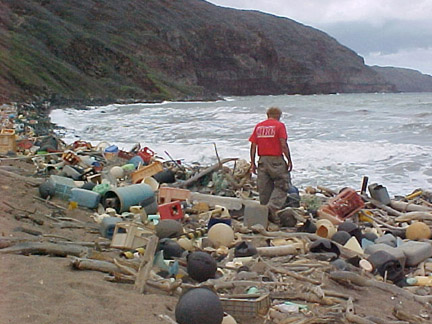
Морське сміття на гавайському пляжі.

Морське сміття — тверді побутові відходи у плаваючому стані, викинуті в море людиною або винесені туди вітром. Морське сміття збирається в морі на берегах, у бухтах і в центрах сходжень систем морських приповерхневих течій. Найбільші скупчення утворюють сміттєві острови (чи плями), такі як Велика тихоокеанська сміттєва пляма. Якщо плавники, плаваючі колоди і гілки були морським сміттям упродовж тисяч років, то пластик, скло і інші подібні предмети з'явилися у морських екосистемах нещодавно. Пластик занадто повільно розкладається і представляє небезпеку для морських мешканців: від зоопланктону до більших тварин (риб, птахів і тому подібне). Через привабливість мілкого сміття, будучи проковтнутим або з'їденим, сміття ушкоджує травну систему тварини, що часто стає причиною смерті.

## Типи сміття

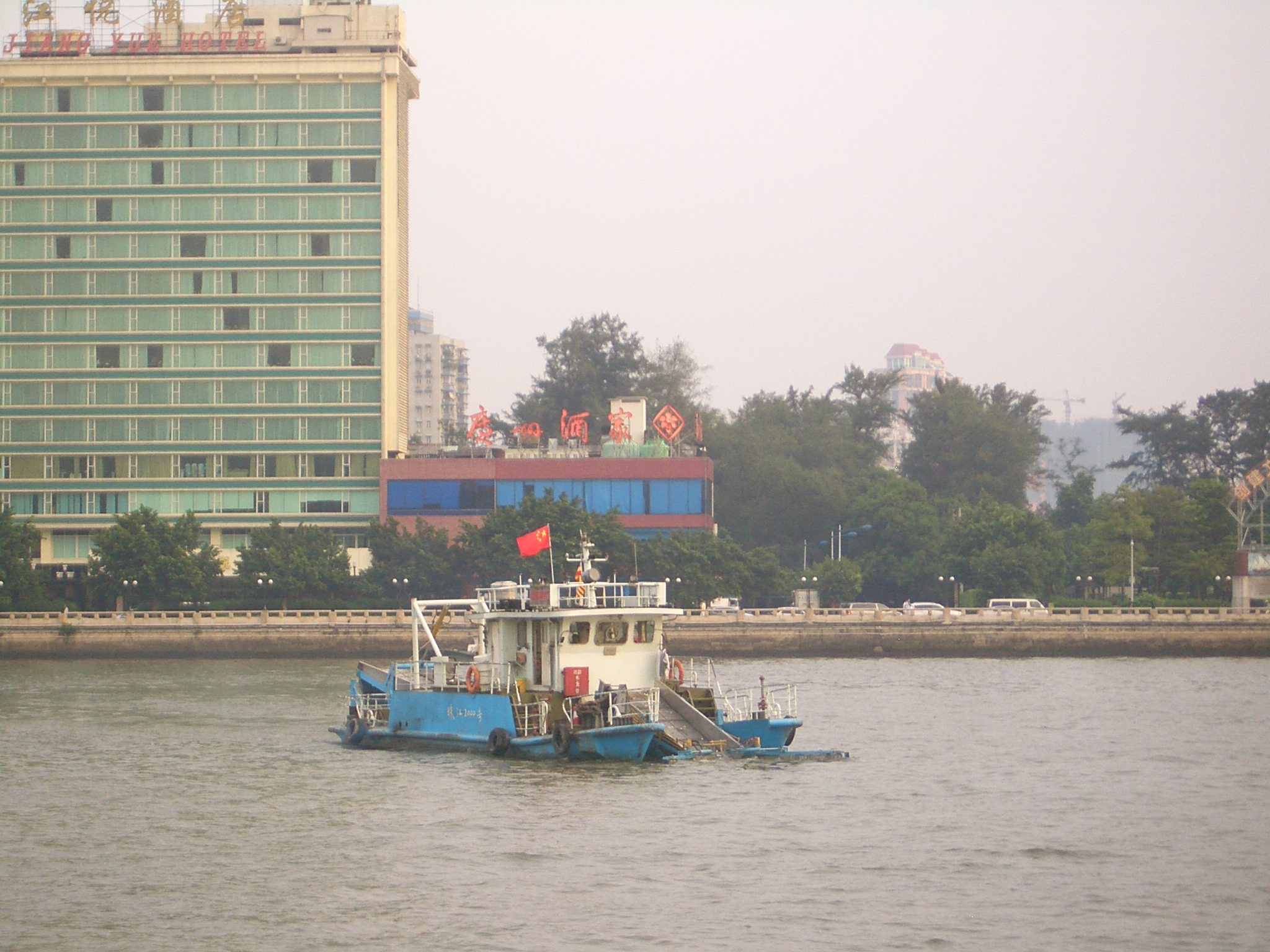
Прибирання сміття з акваторії Перлинної річки в Гуанчжоу за допомогою спеціалізованого судна

В основному це різні види матеріалів, створених людиною, що стали поширеними через масове споживання: пляшки, банки, етикетки і т. д.
Серед морського сміття досить багато екзотичних предметів, викинутих в море десятки років тому. Так, наприклад, можна знайти на багатьох пляжах скляні і металеві поплавці, які зараз практично не використовуються. Це свідчить про те, що плаваючий предмет може знаходитися в морі десятиліттями і весь цей час справляти небажаний вплив в місцях своєї появи.
Дослідження показали, що 80 % морського сміття становить пластмаса — компонент, який почав швидко накопичуватися з кінця Другої світової війни. Причиною його накопичення є те, що пластмаса не розкладається, проте фотодиссоціює під впливом сонячних променів. Варто відмітити, що волога перешкоджає процесу фотодиссоціації.

### Мережі-примари
Рибальські мережі, забуті або кинуті в просторах океану рибалками, є серйозною загрозою для риби, дельфінів, морських черепах, дюгонів, морських птахів і інших мешканців водних просторів. Мережі обмежують рух тварин, внаслідок чого ті помирають від голоду і інфекції, а тварини, яким потрібно піднятися на поверхню, щоб дихати, — від задухи.

### Поліетиленові пакети
Поліетиленові пакети при поглинанні тваринам можуть заблокувати травний тракт, таким чином призводячи до голодування тварини, оскільки заважають надходженню їжі або/і створюють відчуття, що шлунок повний.
Дослідження морського дна, проведені в 1993—1994 році при використанні трала в північно-західному Середземномор'ї поблизу узбереж Іспанії, Франції і Італії показали, на квадратний кілометр доводиться майже 2 тисячі одиниць сміття, пластмасового сміття виявилося 77 %, з якого 93 % становили поліетиленові пакети.